# Christophe Manin
Christophe Mandem (Saint-Marcellin, Isère, 22 de julho de 1966) foi um ciclista francês, que foi profissional entre 1989 e 1995. Quando era amador ganhou a medalha de bronze ao Campeonato do Mundo em estrada por trás do polaco Joachim Halupczok e de seu compatriota Éric Pichon.

## Palmarés
- 1988
  - 1º no Tour de Franche-Comté
  - Vencedor de uma etapa ao Critèrium do Dauphiné Libéré
- 1989
  - 1º em o Giro das Regiões e vencedor de 2 etapas
  - 1º no Tour Nivernais Morvan e vencedor de uma etapa
  - 1º no  Grande Prêmio de Vougy
  - Vencedor de uma etapa à Volta a Hessen
  - Vencedor de uma etapa ao Circuito de Saône-te-Loire
  - Vencedor de uma etapa ao Tour de Franche-Comté

### Resultados ao Tour de França
- 1992. 105º da classificação geral
- 1994. 64º da classificação geral

### Resultados na Volta a Espanha
- 1991. 46º da classificação geral

### Resultados no Giro de Itália
- 1990. 104º da classificação geral
- 1993. 92º da classificação geral